# Robert René Kuczynski

Passfoto von Robert René Kuczynski, 1923

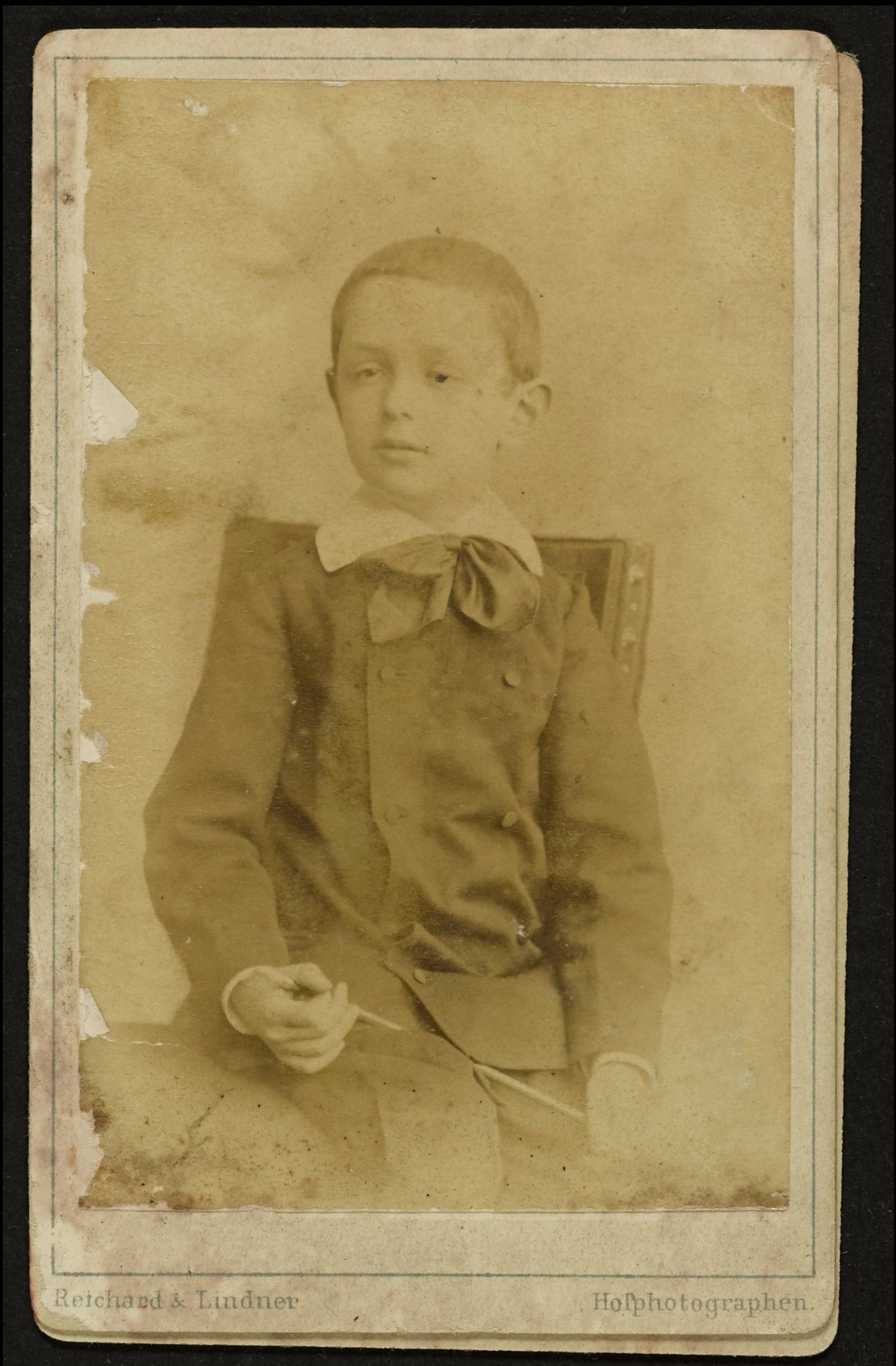
Robert René Kuczynski im Alter von sieben Jahren

Robert René Kuczynski (geboren 12. August 1876 in Berlin; gestorben 25. November 1947 in Oxford) war ein deutscher Ökonom und Demograph. Er wird als einer der Väter der modernen Bevölkerungsstatistik betrachtet.

## Leben
Robert René Kuczynski war Sohn des vermögenden Berliner Bankiers Wilhelm Kuczynski, der auch Mitglied des Ältestenrats der Berliner Kaufmannschaft war. Er studierte an den Universitäten von Freiburg im Breisgau, München, Straßburg und Berlin Wirtschafts- und Rechtswissenschaften und wurde 1897 mit der Dissertation Der Zug nach der Stadt promoviert. Anschließend volontierte er für vier Jahre bei Carroll D. Wright, dem Leiter des Büros für Arbeitsstatistik in Washington. Dort beschäftigte er sich vor allem mit Fragen der Arbeitsstatistik, die er in einer großen monographischen Untersuchung über Arbeitslohn und Arbeitszeit in Europa und Amerika, 1870–1909 zusammenfasste. Nach Deutschland zurückgekehrt, lehrte er unter anderem an der Berliner Handelsschule und arbeitete für verschiedene Statistikämter.
Kuczynski war nie Mitglied einer Partei, wählte aber in der Weimarer Republik seit 1920 stets KPD, mit der Bemerkung, sie sei die am wenigsten unerträgliche Partei. 1926 erlangte er Prominenz als Leiter des Ausschusses, der das Volksbegehren zur Fürstenenteignung organisierte. Den Antrag zum Volksbegehren stellten dann beim Reichsinnenminister gemeinsam: Ernst Thälmann (KPD), Otto Wels (SPD) und René Kuczynski.
Nach der Machtergreifung der Nationalsozialisten 1933 floh er auf Grund seiner jüdischen Herkunft mit rund 20.000 Büchern, der Hälfte der Familienbibliothek, nach Großbritannien. Dort lehrte er an der London School of Economics und wirkte als Berater für Bevölkerungsfragen im Kolonialamt. Im September 1943 erfolgte unter seinem Vorsitz die Bildung der Freien Deutschen Bewegung in Großbritannien. 1944 wurde ein dreiköpfiges Präsidium gebildet, dem er wiederum angehörte. Zusammen mit seiner Frau Berta geb. Gradenwitz hatte er sechs Kinder: Jürgen, Ursula, Brigitte, Barbara, Sabine und Renate.
Sein Nachlass wird zusammen mit dem seines Sohnes Jürgen Kuczynski in der Stiftung Zentral- und Landesbibliothek Berlin verwaltet. In einem Pilotprojekt wurde eine Auswahl verschiedener Lebensdokumente digitalisiert und kann eingesehen werden.
Nach ihm ist der René-Kuczynski-Preis benannt.

## Publikationen
- Unsere Finanzen nach dem Kriege Herausgeber Verlag von Julius Springer 1917, doi:10.1007/978-3-642-99278-0 (digitalisierte Version)
- Arbeitslohn und Arbeitszeit in Europa und Amerika 1870–1909, Herausgeber Verlag von Julius Springer 1913, doi:10.1007/978-3-642-99279-7  (digitalisierte Version)
- Deutsche Anleihen im Ausland 1924–1927 (zweite, erweiterte deutschsprachige Ausgabe von „American Loans to Germany“), Herausgeber: Institute of Economics in Washington, Berlin 1928.
- Wall Street und die deutschen Anleihen. Bankierprofite und Publikumsverluste, deutsche Ausgabe von „Banker’s Profits from German Loans“, Herausgeber: Buske, Leipzig 1933.
- Demographic Survey of the British Colonial Empire, 1948–1953
- Die Wohnungsfrage nach dem Kriege. In: Illustrierte Geschichte des Weltkrieges 1914/19. Neunter Band.-Seite 279ff.[4]